# Abbaye laïque

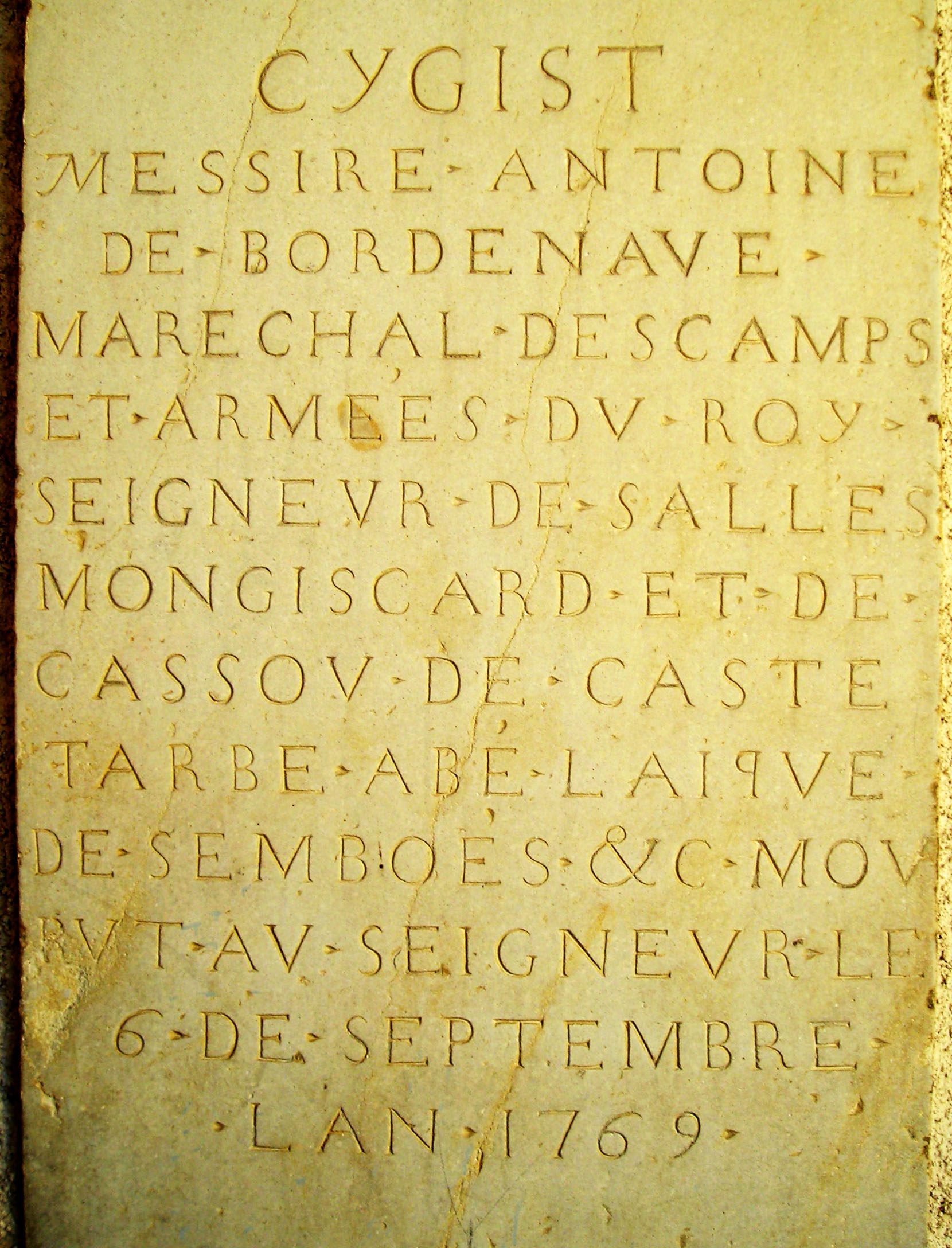
Pierre tombale de Saint-Boès (64) portant le nom d'un abbé laïque.

Une abbaye laïque est une fondation du Moyen Âge, dans le piémont occidental du nord des Pyrénées. L'adjectif laïque indique que l'établissement n'appartenait pas à un ordre religieux. On peut identifier une centaine d'abbayes laïques, dont certaines par conjecture seulement, du fait de la disparition des textes.

## Présentation
Le principe de fondation était la création d'une paroisse par un seigneur, parfois très petit, voire par un gros paysan, afin d'en prélever la dîme, à charge pour lui d'entretenir une église.
Bien qu'il ne fût pas un ecclésiastique, le seigneur se nommait lui-même l'abbé (l'abat), terme apparu au XIe siècle. À l'origine, le mot signifie « le père », du latin abbas, abbatus issu de l'hébreu abba.
Il faut distinguer la maison de l'abbé, souvent appelée l’abadia, de la fondation qui est une paroisse d'une certaine étendue.
Si on considère que la dîme correspond au dixième des revenus, il suffisait d'une trentaine de fermes pour constituer une abbaye laïque viable.

## Localisation géographique
« L'aire de présence des abbayes laïques : le bassin de l'Adour »
Les abbayes laïques existaient principalement dans le Béarn (anciens diocèse de Lescar et diocèse d'Oloron réunis vers 1050), en Bigorre (diocèse de Tarbes, en gros le comté de Bigorre), et au-delà dans les contrées de l'Adour. Elles étaient présentes à la fois dans les vallées de montagne et dans le piémont pyrénéen.
À l'ouest, la Soule (Pays basque), au nord la Chalosse du ressort du diocèse de Dax, le Tursan de celui d'Aire, puis le sud de l'Armagnac, l'Astarac, la vallée d'Aure. Principalement, le bassin intérieur de l'Adour. Pratiquement, il n'y a pas eu d'abbayes laïques au-delà des pays de l'Adour. (Néanmoins, le chanoine Ulysse Chevalier a écrit sur Les abbayes laïques et les présents de la ville de Romans sous les consuls, en 1882).

## Histoire
Selon les hypothèses échafaudées d'après les thèses de Marca, ces fondations seraient consécutives de l'empire carolingien, lorsque l'islam se rapprochait des Pyrénées. Devant la menace d'invasion, illustrée sur l'Adour par les incursions de Vikings au IXe siècle, l'Église tolérait ces fondations qui permettaient d'asseoir sa présence dans des territoires d'évangélisation récente ou incertaine.
Cette interprétation est discutée par les historiens et archéogéographes modernes, qui y voient des coutumes locales de distribution de la dîme perdurer sous cette forme ; les coutumes pouvant se rattacher aux Aquitains antiques ou proto-basques, sur des terres où le féodalisme était récent.
Certaines abbayes laïques sont devenues florissantes, avec de puissants seigneurs, d'autres sont restées de modestes paroisses, ou sont parfois tombées en déshérence et ont été reprises par des abbayes conventuelles, comme par l'abbaye Saint-Jean de Sorde par exemple.
Vers la fin du haut Moyen Âge, de nombreux conflits eurent lieu avec l'Église qui se voyait dépossédée de revenus alors que ne pesait plus la menace de l'islam. Il en fut de même en Dauphiné, libéré des Sarrasins et des Normands en 975, vivant ensuite une période d'anarchie féodale préjudiciable aux seigneuries ecclésiastiques jusqu'à la fin du XIIe siècle et l'arrivée d'évêques réformateurs.
Il peut y avoir deux abbayes laïques ou plus dans une commune actuelle.

## En Béarn

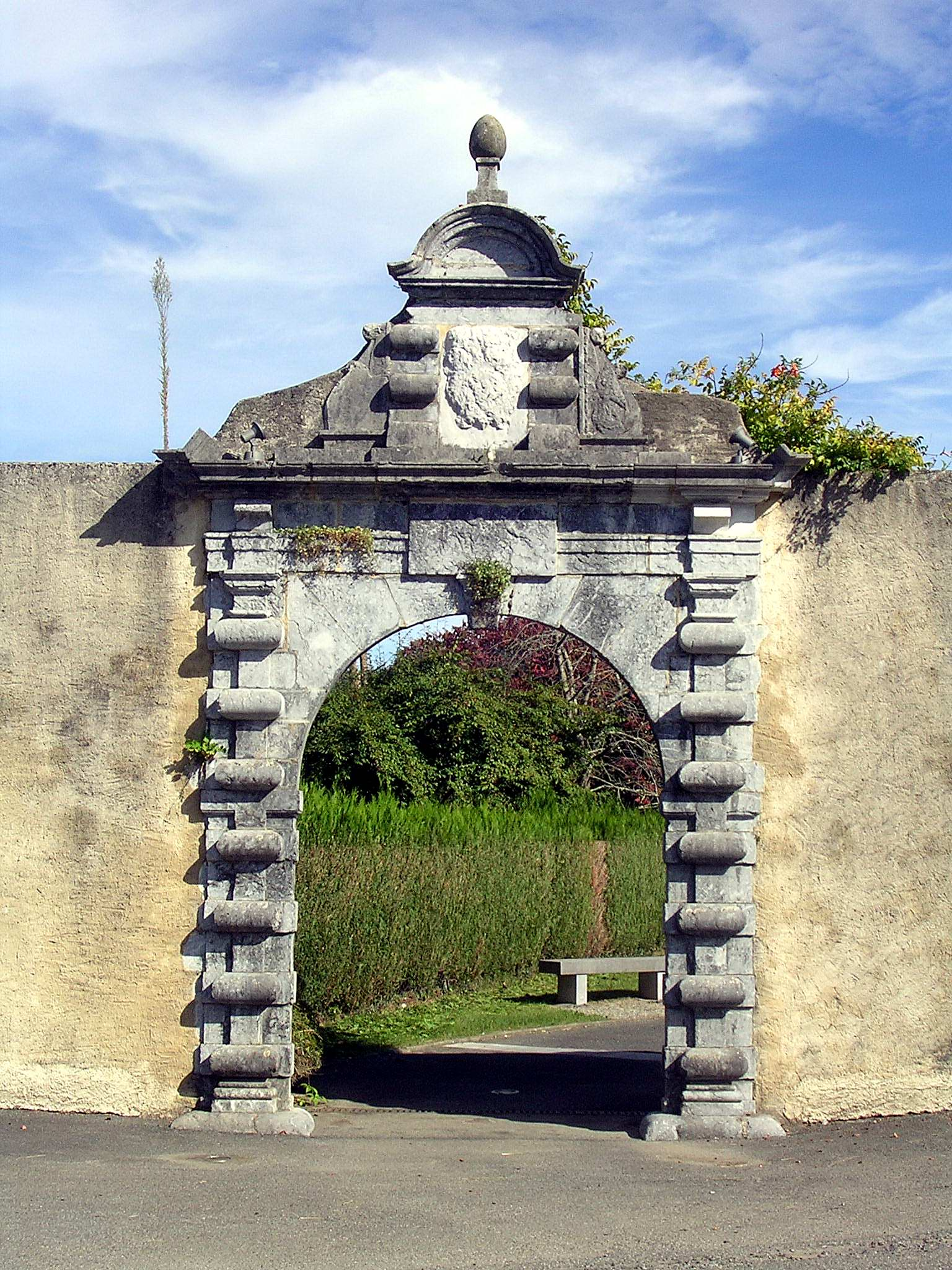
Porte, dernier vestige de l'abbaye laïque d'Aramits.

Une abbaye laïque désignait dans l'ancien Béarn un revenu ou un bien ecclésiastique détenu par un laïque, transmissible à ses descendants. Certaines de ces abbayes permettaient en outre de conférer la noblesse à leur propriétaire. C'est le cas par exemple de celle d'Aramits, érigée en « domengeadure », c'est-à-dire en maison noble par Gaston Fébus vers 1376. La famille d'Aramits, dont l'orthographe varie selon les époques (Aramis, Aramitz), reste propriétaire de ce domaine jusqu'au jour où le fils du célèbre mousquetaire immortalisé par Alexandre Dumas le vend à un cousin.

## En littérature
Il est courant de confondre « abbé du clergé » et « abbé laïque », Alexandre Dumas n'y a pas échappé avec le personnage d'Aramis des Trois Mousquetaires, avatar d'Henry d’Aramitz, dont il fait un abbé, un religieux, voire un évêque. Le modèle de son personnage  était abbé laïque et même protestant. Marie d'Aramitz, la sœur de son père Charles d’Aramitz, épouse Jean du Peyrer, autre abbé laïque (Trois-Villes) De cette union naît Jean-Armand du Peyrer, le célèbre comte de Tréville. D'après Paul Raymond, il y avait deux abbayes laïques à Aramits : l'Abadie-Susan et l'Abadie-Jusan.

## Onomastique

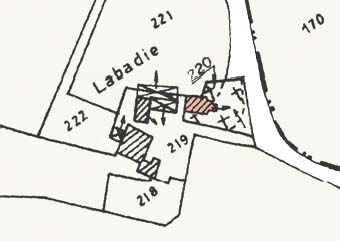
L'église de Sunarthe (Sauveterre-de-Béarn), en rouge sur le cadastre, près d'une maison portant le nom de Labadie.

En l'absence de cartulaires, de terriers ou de notaires, on peut distinguer les abbayes laïques par certains indices, comme une église dans la campagne, parfois éloignée du bourg et flanquée d'une maison importante qui porte souvent le nom de « Labadie » sur le cadastre, on trouve aussi « Castèth » ou « Lassalle » (place ou maison forte). Dans quelques cas, on trouve des églises fortifiées, faisant corps avec une tour, ou une tour-porche ayant pu être une demeure.
Le nom « Abadie » et ses dérivés « Labadie », « Dabadie », « Labadiole » est le patronyme le plus porté actuellement dans les Hautes-Pyrénées, tandis qu'on trouve le patronyme « Aphatie » dans la Soule.

## Patrimoine bâti
À Castet, la Tour Abadie est le nom donné aux vestiges de la fortification des abbés laïcs du lieu.